# Маундсвілл (Західна Вірджинія)
Маундсвілл (англ. Moundsville) — місто (англ. city) в США, в окрузі Маршалл штату Західна Вірджинія. Населення — 8093 особи (2020).

## Географія
Маундсвілл розташований за координатами 39°55′20″ пн. ш. 80°44′32″ зх. д. / 39.92222° пн. ш. 80.74222° зх. д. (39.922132, -80.742115).  За даними Бюро перепису населення США в 2010 році місто мало площу 8,70 км², з яких 7,53 км² — суходіл та 1,17 км² — водойми.

### Клімат
| Клімат : Маундсвілл   | Клімат : Маундсвілл | Клімат : Маундсвілл | Клімат : Маундсвілл | Клімат : Маундсвілл | Клімат : Маундсвілл | Клімат : Маундсвілл | Клімат : Маундсвілл | Клімат : Маундсвілл | Клімат : Маундсвілл | Клімат : Маундсвілл | Клімат : Маундсвілл | Клімат : Маундсвілл | Клімат : Маундсвілл |
| Показник              | Січ.                | Лют.                | Бер.                | Квіт.               | Трав.               | Черв.               | Лип.                | Серп.               | Вер.                | Жовт.               | Лист.               | Груд.               | Рік                 |
| Середній максимум, °C | 3,9                 | 5,6                 | 11,7                | 18,9                | 23,9                | 27,8                | 30,0                | 29,4                | 25,6                | 19,4                | 12,8                | 6,1                 | 17,8                |
| Середній мінімум, °C  | −6,7                | −5,6                | −1,1                | 3,9                 | 9,4                 | 14,4                | 16,7                | 16,1                | 12,2                | 5,6                 | 1,1                 | −3,3                | 5,0                 |
| Норма опадів, мм      | 76                  | 58                  | 86                  | 91                  | 109                 | 112                 | 109                 | 102                 | 81                  | 69                  | 86                  | 79                  | 1059                |
| --------------------- | ------------------- | ------------------- | ------------------- | ------------------- | ------------------- | ------------------- | ------------------- | ------------------- | ------------------- | ------------------- | ------------------- | ------------------- | ------------------- |
| Джерело: Weatherbase  |                     |                     |                     |                     |                     |                     |                     |                     |                     |                     |                     |                     |                     |

## Демографія
Згідно з переписом 2010 року, у місті мешкало 9318 осіб у 4016 домогосподарствах у складі 2445 родин. Густота населення становила 1071 особа/км².  Було 4458 помешкань (512/км²).
Расовий склад населення:
| - 97,5 % — білих - 0,8 % — чорних або афроамериканців - 0,4 % — азіатів - 0,2 % — корінних американців |

До двох чи більше рас належало 0,9 %. Частка іспаномовних становила 1,1 % від усіх жителів.
За віковим діапазоном населення розподілялося таким чином: 19,4 % — особи молодші 18 років, 60,5 % — особи у віці 18—64 років, 20,1 % — особи у віці 65 років та старші. Медіана віку мешканця становила 45,2 року. На 100 осіб жіночої статі у місті припадало 92,0 чоловіків;  на 100 жінок у віці від 18 років та старших — 89,8 чоловіків також старших 18 років.
Середній дохід на одне домашнє господарство  становив 46 527 доларів США (медіана — 34 628), а середній дохід на одну сім'ю — 55 020 доларів (медіана — 45 982). Медіана доходів становила 43 500 доларів для чоловіків та 26 411 долар для жінок. За межею бідності перебувало 17,6 % осіб, у тому числі 22,5 % дітей у віці до 18 років та 7,5 % осіб у віці 65 років та старших.
Цивільне працевлаштоване населення становило 3493 особи. Основні галузі зайнятості: освіта, охорона здоров'я та соціальна допомога — 22,2 %, роздрібна торгівля — 16,6 %, мистецтво, розваги та відпочинок — 11,9 %, публічна адміністрація — 8,0 %.